# Bibracte burmana
Bibracte burmana är en insektsart som beskrevs av Willy Adolf Theodor Ramme 1941. Bibracte burmana ingår i släktet Bibracte och familjen gräshoppor.

## Underarter
Arten delas in i följande underarter:
- B. b. ovipennis
- B. b. burmana